# Paratus
Paratus là một chi nhện trong họ Liocranidae.